# Coleochloa abyssinica
Coleochloa abyssinica là một loài thực vật có hoa trong họ Cói. Loài này được (Hochst. ex A.Rich.) Gilly mô tả khoa học đầu tiên năm 1943.